# Zlatenek
Zlatenek este o localitate din comuna Lukovica, Slovenia, cu o populație de 40 de locuitori.